# Верхня Яндоба
Верхня Яндо́ба (рос. Верхняя Яндоба, чув. Тури Юнтапа) — присілок у складі Канаського району Чувашії, Росія. Входить до складу Чагаського сільського поселення.
Населення — 535 осіб (2010; 531 у 2002).
Національний склад:
- чуваші — 99 %